# Lillsjön (Anundsjö socken, Ångermanland, 706333-157766)
Lillsjön är en sjö i Örnsköldsviks kommun i Ångermanland och ingår i Moälvens huvudavrinningsområde. Sjön har en area på 0,253 kvadratkilometer och ligger 278 meter över havet.

## Delavrinningsområde
Lillsjön ingår i det delavrinningsområde (706539-157639) som SMHI kallar för Mynnar i Södra Anundsjöån. Medelhöjden är 328 meter över havet och ytan är 17,01 kvadratkilometer. Det finns inga avrinningsområden uppströms utan avrinningsområdet är högsta punkten. Lillsjöbäcken som avvattnar avrinningsområdet har biflödesordning 3, vilket innebär att vattnet flödar genom totalt 3 vattendrag innan det når havet efter 103 kilometer. Avrinningsområdet består mestadels av skog (62 procent) och sankmarker (34 procent). Avrinningsområdet har 0,25 kvadratkilometer vattenytor vilket ger det en sjöprocent på 1,5 procent.